# Casapulla
Casapulla is een gemeente in de Italiaanse provincie Caserta (regio Campanië) en telt 8339 inwoners (31-12-2004). De oppervlakte bedraagt 2,9 km², de bevolkingsdichtheid is 3933 inwoners per km².

## Demografie
Casapulla telt ongeveer 2716 huishoudens. Het aantal inwoners steeg in de periode 1991-2001 met 23,2% volgens cijfers uit de tienjaarlijkse volkstellingen van ISTAT.
| Jaar | Inwoneraantal |
| ---- | ------------- |
| 1991 | 6386          |
| 2001 | 7866          |

## Geografie
Casapulla grenst aan de volgende gemeenten: Casagiove, Curti, Macerata Campania, Recale, San Prisco.

## Geboren in Casapulla
- Giovanni Orsomando (20 december 1895) componist en dirigent